# Max Waldschmidt
Max Waldschmidt (* 8. März 1874 in Korbach; † 13. Oktober 1931 in Bad Wildungen) war ein deutscher Arzt und Politiker (DNVP).
Waldschmidt war der Sohn des Professors und Konrektors am Korbacher Gymnasium Karl Friedrich Georg Waldschmidt (1832–1912) und dessen Ehefrau Maria Elisabeth Friederike Sabine geborene Curtze (1850–1930). Er heiratete am 30. Januar 1915 in Korbach Klara Trimpler (1879–1956) aus Hamburg. Waldschmidt war der Enkel von Louis Friedrich Christian Curtze und der Bruder von Oswald Waldschmidt.
Er war Facharzt für Blasen- und Nierenkrankheiten in Bad Wildungen. 1922 wurde er dort Kreisarzt, später Kreismedizinalrat.
1919 bis 1922 war er für die DNVP Abgeordneter in der Verfassungsgebenden Waldeck-Pyrmonter Landesvertretung. 1922 bis 1925 gehörte er für den Waldeckischen Landeswahlverband der Waldecker Landesvertretung an.